# Дерепа, Гюстав
Гюстав Дерепа́ (фр. Gustave Derepas; 7 августа 1848 — 4 ноября 1910) — французский философ.

## Биография
Учился у Жозефа Гратри. Участвовал добровольцем во Франко-прусской войне. Преподавал философию, историю и литературу в Фижаке, Суассоне, Сент-Этьене, Амьене, Алжире, Тулоне и, наконец, в известном Лицее Тьера в Марселе. С 1908 г. на пенсии. В феврале 1910 г., за несколько месяцев до смерти, был избран в Марсельскую академию.
Напечатал монографию «Теории непознаваемого и степени познания» (фр. Les théories de l'Inconnaissable et les degrés de la connaissance; 1883) с критическим обзором взглядов Канта, Спинозы и Спенсера.
Опубликовал также книгу по педагогике «Музыка и рисунок как средства образования» (фр. La musique et le dessin considérés comme moyens d'éducation; 1892) и один из первых очерков жизни и творчества Сезара Франка (фр. César Franck: étude sur sa vie; 1897), в которой настаивал на мистическом понимании его музыки; этот последний труд получил высокую оценку Венсана д’Энди. С предисловием Дерепа публиковались стихи Фредерика Мистраля.